# Стоян Пишурка
Стоян Пишурка е български учител.

## Биография
Роден е във Враца. Баща му е Кръстю Граматиков. Учителства в родния си град през 20-те години на XIX в. Арестуван и затварян е многократно от турската власт заради патриотичната си дейност. Негов син е Кръстьо Пишурка.